# Srednještajersko narečje
Srednještajersko narečje ( osrednja štajerščina) je narečje slovenščine znotraj štajerske narečne skupine. Govori se v porečjih Voglajne in gornje Sotle, v osrednji in južni Dravinjski dolini, približno od Štor na zahodu do Rogatca na vzhodu, od Spodnje Polskave in Pragerskega na severu do Podčetrtka na jugu.